# Павел Нарбоннский
Павел Нарбоннский (III век) — святой епископ Нарбоннский. День памяти — 22 марта.
Святой Павел Нарбоннский, или святой Павел-Сергий (Paul-Serge) был первым епископом Нарбонны. Согласно христианским историкам, он был одним из тех епископов, которых во время правления императора Деция и Ветта Грата (Vettus Gratus) папа римский Фабиан отослал из Рима в Галлию на проповедь Евангелия: Гатиана — в Тур, Трофима — в Арль, Сатурнина — в Тулузу, Дионисия — в Париж, Австремония — в Клермон и Марциала — в Лимож.